# Ordre de bataille confédéré de Port Republic
Les unités et commandant suivants de l'armée des États confédérés ont combattu lors de la bataille de Port Republic de la guerre de Sécession. L'ordre de bataille unioniste est indiqué séparément.

## Abréviations utilisées

### Grade militaire
- Lieutenant général
- Major général
- Brigadier général
- Colonel
- Lieutenant-colonel
- Commandant
- Capitaine
- Premier lieutenant

### Autre
- (b) = blessé
- (mb) = mortellement blessé
- (†) = tué
- (PDG) = capturé

## Département de la vallée
Major général Thomas J. Jackson
| Division                                            | Brigade                                                               | Régiment et autre |
| --------------------------------------------------- | --------------------------------------------------------------------- | --- |
| Division de Jackson Major général Thomas J. Jackson | Première brigade (Stonewall) Brigadier général Charles S. Winder      | - 2nd Virginia Infantry – Colonel J.W. Allen - 4th Virginia Infantry – Colonel Charles A. Ronald - 5th Virginia Infantry – Lieutenant-colonel J.H.S. Funk - 27th Virginia Infantry – Colonel Andrew J. Grigsby - 33rd Virginia Infantry – Colonel John F. Neff                                                 |
| Division de Jackson Major général Thomas J. Jackson | Deuxième brigade (Campbell) Colonel John M. Patton                    | - 21st Virginia Infantry – Lieutenant-colonel R.H. Cunningham - 42nd Virginia Infantry – Lieutenant-colonel William T. Martin(p207) - 48th Virginia Infantry – Lieutenant-colonel Thomas S. Garnett - 1st Virginia Battalion – Capitaine B.W. Leigh(p207)                                                      |
| Division de Jackson Major général Thomas J. Jackson | Deuxième brigade (Taliaferro) Brigadier général William B. Taliaferro | - 10th Virginia Infantry – Colonel E. T. H. Warren - 23rd Virginia Infantry – Colonel Alexander G. Taliaferro - 37th Virginia Infantry – Colonel Samuel V. Fulkerson |
| Division de Jackson Major général Thomas J. Jackson | Artillerie                                                            | - Batterie de Poague – Capitaine William T. Poague - Batterie de Wooding – Capitaine George W. Wooding - Batterie de Carpenter – Capitaine Joseph Carpenter |
| Division d'Ewell Major général Richard S. Ewell     | Deuxième brigade (Steuart) Colonel W.C. Scott                         | - 1st Maryland Infantry – Colonel Bradley T. Johnson - 44th Virginia Infantry – Colonel W.C. Scott, Commandant Cobb - 52nd Virginia Infantry – Lieutenant-colonel James H. Skinner - 58th Virginia Infantry – Colonel Samuel H. Letcher                                                                        |
| Division d'Ewell Major général Richard S. Ewell     | Quatrième brigade (Elzey) Colonel James A. Walker                     | - 12th Georgia Infantry – Colonel Zephaniah T. Conner - 13th Virginia Infantry – Colonel James A. Walker - 25th Virginia Infantry – Lieutenant-colonel Patrick B. Duffy - 31st Virginia Infantry – Colonel John S. Hoffman                                                                                     |
| Division d'Ewell Major général Richard S. Ewell     | Septième brigade (Trimble) Brigadier général Isaac Trimble            | - 15th Alabama Infantry – Colonel James Cantey - 21st Georgia Infantry – Colonel John T. Mercer - 16th Mississippi Infantry – Colonel Carnot Posey - 21st North Carolina Infantry – Colonel William W. Kirkland                                                                                                |
| Division d'Ewell Major général Richard S. Ewell     | Huitième brigade (Taylor) Brigadier général Richard Taylor            | - 6th Louisiana Infantry – Colonel Isaac G. Seymour - 7th Louisiana Infantry – Colonel Harry T. Hays (w), Commandant Davidson B. Penn - 8th Louisiana Infantry – Colonel Henry B. Kelly - 9th Louisiana Infantry – Colonel Leroy A. Stafford - Bataillon de Wheat (“Louisiana Tigers”) – Commandant C.R. Wheat |
| Division d'Ewell Major général Richard S. Ewell     | Artillerie Colonel Stapleton Crutchfield                              | - Batterie de Brockenbrough – Capitaine John B. Brockenbrough - Batterie de Courtney – Capitaine A. R. Courtney - Batterie de Lusk – Capitaine John A. M. Lusk - Batterie de Raine – Capitaine Charles I. Raine - Batterie de Rice – Capitaine William H. Rice                                                 |
| Division d'Ewell Major général Richard S. Ewell     | Brigade de cavalerie Colonel Thomas T. Munford                        | - 2nd Virginia Cavalry – Colonel Thomas T. Munford - 6th Virginia Cavalry – Colonel Thomas Flournoy - Batterie de Chew – Capitaine R. Preston Chew |